# Jacob Burckhardt
Jacob Burckhardt (Bazel, 25 mei 1818 - aldaar, 8 augustus 1897) was een Zwitsers cultuur- en kunsthistoricus en hoogleraar.

## Biografie

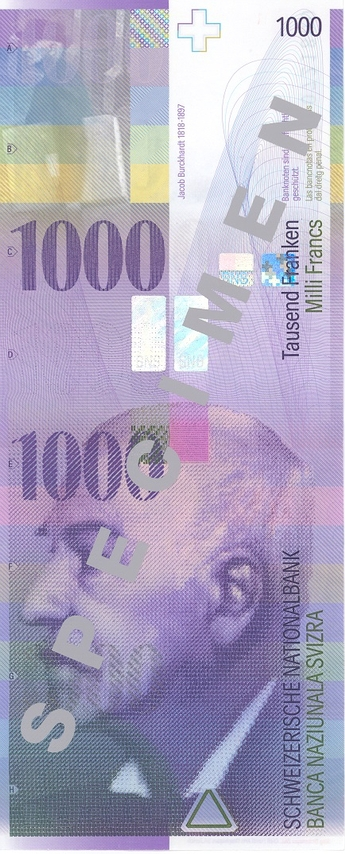
Het portret van Jacob Burckhardt op een voormalig Zwitsers bankbiljet.

Jacob Burckhardt is een van de vooraanstaandste kunsthistorici uit de beginperiode van deze discipline. Hij studeerde aan de universiteiten van Bonn en Berlijn. In Berlijn bezocht hij tussen 1839 en 1843 lessen van onder anderen Leopold von Ranke, Johann Gustav Droysen, August Boeckh, Franz Theodor Kugler en Jacob Grimm. Hij leerde er ook Bettina von Arnim kennen.
Burckhardt doceerde aan de universiteiten van Bazel en Zürich. In 1858 keert hij van Zürich terug naar Bazel, waar hij tot 1893 lesgaf. Hij werd in dit jaar opgevolgd door Heinrich Wölfflin, een van zijn studenten.
Burckhardt is vooral bekend geworden met zijn werken over de cultuur van de renaissance. Zijn belangrijkste boek is Die Kultur der Renaissance in Italien uit 1860, dat tot op de dag van vandaag een standaardwerk is. Daarnaast heeft hij ook werken geschreven over Peter Paul Rubens, de middeleeuwen en de klassieke oudheid, zoals bijvoorbeeld Griechische Kulturgeschichte. Hij zag in de renaissance de wederkomst van de Westerse beschaving zoals die in de klassieke tijd was geweest. Het belangrijkste van de renaissance vond hij de seculiere wereldvisie en het zelfbewustzijn van de 'gewone' man. Zijn manier van schrijven wordt als zeer levendig omschreven en zijn werken worden vandaag de dag nog veel geciteerd.
Hij voerde briefcorrespondentie met onder anderen Friedrich Nietzsche, en vanaf 1852 ook met de Zwitserse schrijfster Emma Brenner-Kron (1823-1875), die hij in 1854 voor het eerst zou ontmoeten. Sinds 1995 droeg het grootste bankbiljet van Zwitserland, dat van 1.000 Zwitserse frank, Burckhardts portret.

## Kritiek
Hedendaagse historici spreken Burckhardt steeds meer tegen. De manier waarop hij de renaissance voorstelt als allesomvattende breuk met het verleden lijkt overdreven. De breuk was veel minder groot dan hij dacht. De renaissance was veeleer een verandering voor de elite en heeft wellicht niet de invloed gehad op de samenleving die Burckhardt ze toeschreef.
- De mediëvisten betoogden dat de echte renaissance al begonnen was in de 12e eeuw, ook renaissance van de twaalfde eeuw genoemd. Deze Italiaanse renaissance was niet zo uniek. Eind 8e eeuw, begin 9e eeuw was er namelijk al sprake van een Karolingische renaissance, een onder het bewind van de Karolingers vallende bloei van letteren en kunsten, en in de tweede helft van de 10e eeuw vond de Ottoonse renaissance plaats.
- Sociaal-economische historici onthulden dat die renaissance de gewone man onberoerd had gelaten en vooral een zaak van de elite was geweest. Ook economisch was het niet zonder meer een periode van hoogconjunctuur te noemen.
- De Leidse historicus Johan Huizinga was van oordeel dat de renaissance wat Noord-Europa betrof niet zozeer het begin van iets nieuws was geweest, maar eerder het verdwijnen, 'wegslijten' van middeleeuwse culturele vormen. Johan Huizinga sprak zelfs over Herfsttij der Middeleeuwen uit 1919 bij zijn bespreking van de renaissance in Frankrijk en de Bourgondische Nederlanden.
- De historicus Peter Burke stelt zich ook vragen over de waarde van renaissance als periodebegrip. In zijn boek The Renaissance uit 1987 neemt hij duidelijk afstand van de renaissance als gouden tijdperk van de cultuur. Hij wijst erop dat Burckhardt de zelfverheerlijkende visie van geleerden en kunstenaars uit die periode kritiekloos had overgenomen.

Als gevolg van deze 'revisionisten' dreigde de term 'renaissance' onder historici in onbruik te raken. Sommigen riepen op om een einde te maken aan het gebruik van de term, die zij zagen als een product van presentisme - het anachronistisch gebruik van de geschiedenis om moderne idealen te verheerlijken. Voor zover zij de term 'Renaissance' gebruiken, bedoelen zij hiermee de overgangstijd van Middeleeuwen naar Nieuwe Tijd zonder de connotatie van een culturele bloeiperiode voor heel Europa. In dat geval worden in de regel zowel de vijftiende als een groot deel van de zestiende eeuw tot de renaissance gerekend.
Binnen de Westerse kunstgeschiedenis was Erwin Panofsky (1892-1968) een voorstander van de periodisering zoals Burckhardt voorstaat. Hij verdedigt in zijn boek Renaissance and renascenses in western art uit 1960 Burckhardts opvatting van de renaissance als een breukperiode met de voorafgaande middeleeuwen. Meer en meer lijkt echter het standpunt terrein te winnen dat er geen sprake is geweest van een bruuske overgang van middeleeuwen naar renaissance. 'Middeleeuwse' figuren als Dante Alighieri (1265-1321), Francesco Petrarca (1304-1374) en Giovanni Boccaccio (1313-1375) zouden richtinggevend en inspirerend zijn geweest voor het ontstaan van een nieuw geestelijk klimaat en zo het pad hebben voorbereid.

## Werken
- (de)  Carl Martell, 1840.

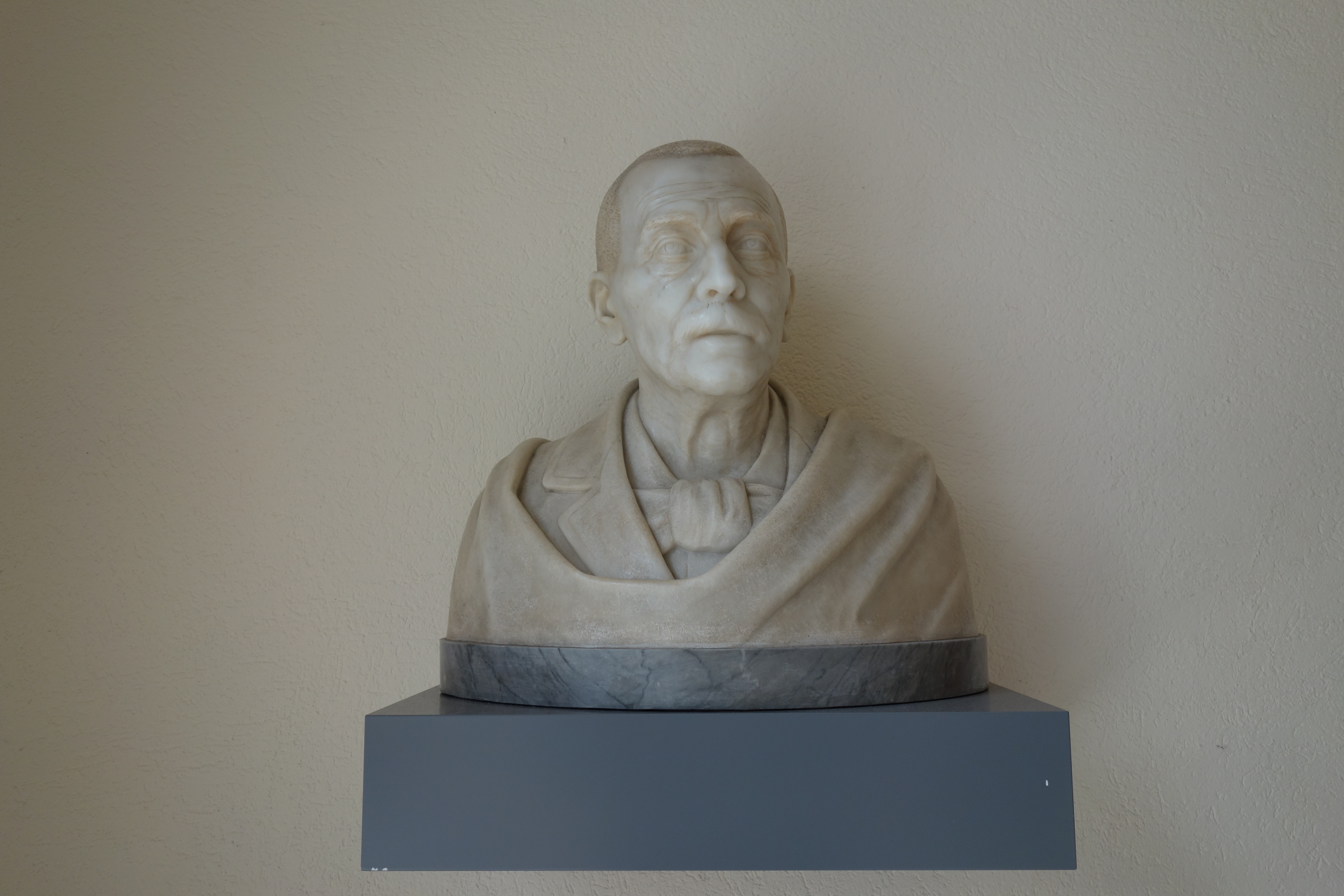
Buste van Jacob Burckhardt door Artur Volkmann (1899)

- (de)  Kunstwerke der belgischen Städte, 1842.
- (de)  Conrad von Hochstaden, 1843.
- (de)  Die Zeit Constantins des Großen, 1853.
- (de)  Cicerone, 1855.
- (de)  Die Kultur der Renaissance in Italien, 1860.
- (de)  Die Architektur der Renaissance Italiens.

Postuum uitgegeven:
- (de)  Erinnerungen aus Rubens.
- (de)  Griechische Kulturgeschichte.
- (de)  Weltgeschichtliche Betrachtungen, 1905.